# Amazonärletyrann
Amazonärletyrann (Stigmatura napensis) är en fågel i familjen tyranner inom ordningen tättingar.

## Utseende och läte
Amazonärletyrannen är en liten och slank fågel med lång stjärt, påminnande om ärlor i kroppsformen. Den är gul på undersidan och i ett ögonbrynsstreck. Tydliga vita flänkar syns i vingarna och på stjärten. Bland lätena hörs fylliga och stigande visslingar, men även energiska skallrande ljud som ofta avges i duett.

## Utbredning och systematik
Fågeln förekommer på Amazonsystemets öar (se Colombia, östra Ecuador, nordöstra Peru och västra Brasilien). Den behandlas som monotypisk, det vill säga att den inte delas in i några underarter. Tidigare inkluderades bahiaärletyrannen (S. bahiae) i arten, men urskildes 2016 som egen art av BirdLife International, 2022 av tongivande eBird/Clements och 2023 av International Ornithological Congress.

## Levnadssätt
Amazonärletyrannen hittas enbart på öar utmed större floder. Den uppträder vanligen i par och kan vara svåra att få syn på i tätt och högväxt gräs.

## Status
Arten har ett stort utbredningsområde och beståndet anses vara stabilt. Internationella naturvårdsunionen IUCN listar den därför som livskraftig (LC).